# Căldărușani kolostor
A Căldărușani kolostor ortodox kolostor Romániában, az Ilfov megyei Gruiu községben (Lipia faluban), a  Căldărușani-tó partján. 1637-ben Matei Basarab havasalföldi fejedelem alapítottta. Az épületegyüttest országos jelentőségű műemlékként tartják nyilván.

## Fekvése
A kolostor Bukaresttől északkeletre körülbelül 30 kilométerre, az Ilfov megyei Gruiu községhez tartozó Lipia faluban található, a Căldăruşani-tó egy 300 méter széles félszigetén. A tavat a Pociovaliştea folyó kiszélesedése alkotja.

## Története
A jelenlegi kolostor helyén egy kis fatemplom állt, ahol szerzetesek lakoztak, erről az első ismert adat 1593-ból származik. A kolostort Matei Basarab havasalföldi fejedelem alapította Szent Demeter tiszteletére. (A legenda szerint csatába indulva régi ellenlábasa, Vasile Lupu moldvai fejedelem ellen itt pihent meg, együtt imádkozott a szerzetesekkel, akik megjósolták, hogy győzni fog. A győzelmet nem a fegyvereknek, hanem hitének tulajdonította, és háláját a kolostor alapításával fejezte ki.) 1637 tavaszán megvásárolta a helyet és környékét. Az építkezés 1638. július 10-én kezdődött és száz nap alatt, október 20-ra befejeződött. Az uralkodó a kolostort komoly vagyonnal ruházta fel: a megvásárolt illetve elkobzott földek adományozásán felül még egyes vásárok bor- és sókereskedelemből származó jövedelmét is biztosította. A következő uralkodók közül Constantin Şerban, Grigore Ghica, Radu Leon és Constantin Brâncoveanu valószínűleg további adományokat látták el a kolostort, illetve megerősítették a meglevőket.
Az emeletet 1775-ben építették, a templom tornyait átépítették, és harangtornyot emeltek. 1817-ben a templomot újrafestették, ami az eredeti falfestmények eltüntetését is jelentette. 1850-ben a kolostort már több mint 300 szerzetes lakta, ezért a keleti oldalon egy refektóriumot és egy kápolnát építettek. A 20. század elejére a kolostor rossz állapotba került, részben földrengések és tűzvészek, részben a kortársak közömbössége illetve az egyházi javak Alexandru Ioan Cuza uralkodása alatt történt szekularizációja miatt. 1908 és 1915 között I. Károly király támogatásával felújították a kolostort a műemlékvédelmi bizottság felügyelete mellett. Az 1940-es földrengés és egy 1945. decemberben bekövetkezett tűzeset ismét súlyosan károsította a kolostort. 1950 és 1958 között Justinian Marina pátriárka segítségével sikerült felújítani az épületegyüttest.
1948-ban a görögkatolikus egyházat betiltásának előzményeként több görögkatolikus püspököt és papot (Vasile Aftenie, Ioan Bălan, Ioan Cherteş, Tit Liviu Chinezu, Valeriu Traian Frențiu, Iuliu Hossu, Alexandru Rusu, Ioan Suciu) letartóztattak, és rövidebb-hosszabb ideig a kolostorban tartottak fogva. 1949-ben itt a fogságban szentelték püspökké Tit Liviu Chinezut és Ioan Cherteşt.
Az 1961. február 15-i napfogyatkozást követően a kolostorban helyezték el a Román Akadémia Geofizikai Kutatóközpontját.

## Leírása
A kolostor közepén áll a fallal körülvett 17. századi Szent Demeter-templom, amelyet egy második bekerített rész övez: a kolostor temetője, benne a Szent János evangélista templom (1817), a 19. századi képtár, a sztarec épülete. A kolostortól nyugatra a falon kívül, egy kis öböl partján található a Cociocnak nevezett épületegyüttes: a Szent Borbála és Mindenszentek vasárnapja templom (1825), a világi temető és lakóépületek.

### Szent Demeter-templom
A Szent Demeter-templom alaprajza – a 17. századra jellemző módon –lóhere alakú, vagyis apszisai oldalt helyezkednek el. Hosszúsága 33,65 méter, szélessége 12,65 méter. Három tornya van, egy a naosz felett és kettő a pronaosz felett. A külső, faragott kőből készült díszítés örmény hatásról árulkodik. A nyitott tornác a masszív oszlopokra támaszkodó három nyeregtetővel és a további bejártként szolgáló két oldalsó boltívvel viszonylag új elem az akkori havasalföldi építészetben. A tornácról a pronaoszba egy kőkeretes ajtó vezet, felette cirill betűs felirfat található, amely az oszlopokon folytatódik. A szépen kidolgozott ajtót keleti motívumok díszítik. A pronaoszból három átjáró (egy boltíves és két kör alalkú) vezet a négyzetes naoszba. A szokatlanul nagy méretű apszisok falai belül henger-, kívül sokszögalakúak. A naoszt az oltártól a fából készült, viszonylag alacsony ikonosztáz választja el. Az oltár a naosz falaina meghosszabbításában található téglalap alakú részen helyezkedik el, amelyet egy félkör zár le. A templom falait freskók borítják, ezek azonban nem az alapítás korából származnak. Ebből az időszakból csak a pronaoszban található fogadalmi képek maradtak fenn.

## Gyűjtemények
A refektórium épületében található a régi könyvek, ikonok és liturgikus ruházati cikkek gyűjteménye. Az ikonok közül néhány Nicolae Grigorescu műve, aki 1854 és 1855-ben kétszer is a kolostorban dolgozott. A harangtoronytól délre elhelyezkedő épület Matei Basarabról elnevezett termében található a kincstár, azaz a kegytárgy-gyűjtemény. A képtár a félsziget északi részén abban a házban található, ahol Ghenadie Petrescu metropolita élt 1896-1918 között. Az ő mecénási tevékenységének köszönhető számos olyan festmény, amelyeket a kor neves művészei, például Gheorghe Tattarescu (1820-1894) vagy Sava Henția (1848-1904) alkottak.↑ Jalbă : 24. o. 